# Селезни (Челябинская область)
Се́лезни — деревня в Озёрском городском округе Челябинской области России.

## География
Деревня находится на южном берегу озера Улагач, на расстоянии 29 км к югу от города Озёрск, административного центра района.

### Часовой пояс
Деревня Селезни, как и вся Челябинская область, находится в часовой зоне МСК+2. Смещение применяемого времени относительно UTC составляет +5:00.

## Население
| 2002 | 2010 |
| ---- | ---- |
| 37   | ↗64  |

### Половой состав
По данным Всероссийской переписи, в 2010 году численность населения деревни составляла 64 человека (30 мужчин и 34 женщины).

## Улицы
- ул. Озёрная,
- ул. Труда,
- ул. Шоссейная[4].